# Circuito Brasileiro de Voleibol de Praia Feminino de 2006
O Circuito Brasileiro de Voleibol de Praia Feminino de 2006, também chamado de Circuito Banco do Brasil de Vôlei de Praia, foi a décima quinta edição da principal competição nacional de Vôlei de Praia na variante feminina, realizado de 1 de fevereiro a 26 de novembro, dividido em doze etapas, sediados em doze Estados diferentes.A edição foi vencida pela Juliana Silva e Larissa França que alcançaram o bicampeonato consecutivo.

## Resultados
| Evento                                                            | Ouro                                     | Prata                                    | Bronze                                   | Quarto lugar                             |
| 1ª Etapa Joinville, Santa Catarina 1 a 5 de fevereiro             | / Renata Trevisan Ribeiro Talita Antunes | /Juliana Silva Larissa França            | Maria Clara Salgado Carolina Salgado     | / Adriana Behar Shelda Bedê              |
| 2ª Etapa Curitiba, Paraná 8 a 12 de março                         | /Juliana Silva Larissa França            | / Renata Trevisan Ribeiro Talita Antunes | /Ágatha Bednarczuk Shaylyn Bedê          | / Adriana Behar Shelda Bedê              |
| 3ª Etapa Guarulhos, São Paulo 15 a 19 de março                    | /Juliana Silva Larissa França            | / Renata Trevisan Ribeiro Talita Antunes | Maria Clara Salgado Carolina Salgado     | / Adriana Behar Shelda Bedê              |
| 4ª Etapa Porto Alegre, Rio Grande do Sul 30 de março a 2 de abril | /Juliana Silva Larissa França            | / Renata Trevisan Ribeiro Talita Antunes | /Ágatha Bednarczuk Shaylyn Bedê          | Maria Clara Salgado Carolina Salgado     |
| 5ª Etapa Campo Grande, Mato Grosso do Sul 19 a 23 de abril        | /Juliana Silva Larissa França            | / Leila Barros Ana Paula Henkel          | /Ágatha Bednarczuk Shaylyn Bedê          | Maria Clara Salgado Carolina Salgado     |
| 6ª Etapa Várzea Grande, Mato Grosso 3 a 7 de maio                 | /Juliana Silva Larissa França            | / Leila Barros Ana Paula Henkel          | / Renata Trevisan Ribeiro Talita Antunes | / Adriana Behar Shelda Bedê              |
| 7ª Etapa Maceió, Alagoas 16 a 20 de agosto                        | / Leila Barros Ana Paula Henkel          | /Juliana Silva Larissa França            | / Adriana Behar Shelda Bedê              | / Renata Trevisan Ribeiro Talita Antunes |
| 8ª Etapa Salvador, Bahia 23 a 27 de agosto                        | / Renata Trevisan Ribeiro Talita Antunes | /Juliana Silva Larissa França            | / Leila Barros Ana Paula Henkel          | Vanilda Leão "Val" Maria Elisa Antonelli |
| 9ª Etapa Fortaleza, Ceará 6 a 10 de setembro                      | /Juliana Silva Larissa França            | / Renata Trevisan Ribeiro Talita Antunes | / Leila Barros Ana Paula Henkel          | Vanilda Leão "Val" Maria Elisa Antonelli |
| 10ª Etapa Recife, Pernambuco 11 a 15 de outubro                   | /Juliana Silva Larissa França            | / Leila Barros Ana Paula Henkel          | / Renata Trevisan Ribeiro Talita Antunes | /Ágatha Bednarczuk Shaylyn Bedê          |
| 11ª Etapa João Pessoa, Paraíba 8 a 12 de novembro                 | /Juliana Silva Larissa França            | / Virna Dias Sandra Pires                | / Renata Trevisan Ribeiro Talita Antunes | /Carolina Salgado Semírames Marins       |
| 12ª Etapa Brasília, Distrito Federal 22 a 26 de novembro          | /Juliana Silva Larissa França            | Vanilda Leão "Val" Maria Elisa Antonelli | / Renata Trevisan Ribeiro Talita Antunes | /Adriana Behar Tatiana Minello           |

## Classificação final
| Posição        | Equipe                                   | Pontos |
| -------------- | ---------------------------------------- | ------ |
| Campeão        | / Juliana Silva Larissa França           | 4 320  |
| Vice-campeão   | / Ana Paula Leila Barros                 | 3 680  |
| Terceiro lugar | / Renata Trevisan Ribeiro Talita Antunes | 3 120  |
| 4              | Vanilda Leão "Val" Maria Elisa Antonelli | 2 560  |
| 5              | / Shaylyn Bedê Ágatha Bednarczuk         | 2 540  |
| 6              | / Shelda Bedê Adriana Behar              | 2 480  |

| Circuito Brasileiro de Voleibol de Praia de 2006   |
| /                                                  |
| -------------------------------------------------- |
| Juliana Silva & Larissa França Campeãs (2º título) |

### Premiações individuais
As melhores atletas da temporada foram:
| MVP (Most Valuable Player) | Larissa França        | Pará           |
| Melhor atacante            | Juliana Silva         | São Paulo      |
| Melhor saque               | Larissa França        | Pará           |
| Melhor defesa              | Larissa França        | Pará           |
| Melhor bloqueio            | Juliana Silva         | Pernambuco     |
| Melhor levantadora         | Adriana Behar         | Rio de Janeiro |
| Melhor recepção            | Shaylyn Bedê          | Ceará          |
| Revelação                  | Maria Elisa Antonelli | Rio de Janeiro |
| Melhor técnico             | Reis Castro           | Ceará          |